# Beliàievo
Beliàievo (en rus: Беляево) és un poble de l'óblast de Lípetsk, a Rússia, que el 2011 tenia 203 habitants. Pertany al districte rural d'Úsman.